# واکنش‌ها در ایران نسبت به جنگ غزه (۲۰۰۸–۲۰۰۹)

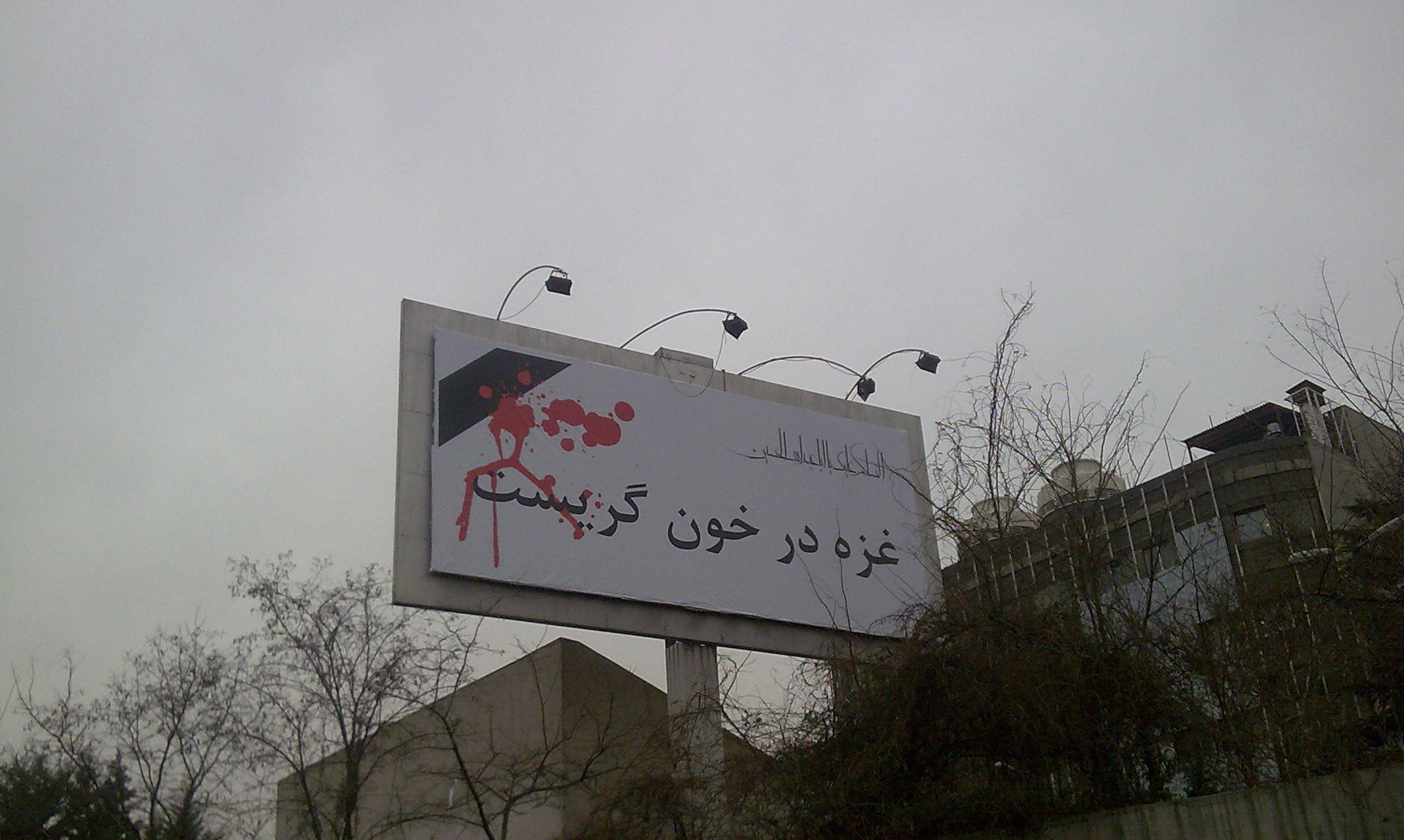
یک تابلوی شهری در حمایت از مردم غزه - تهران

جنگ غزه ۲۰۰۸ - ۲۰۰۹ همراه با موضع‌گیری بسیاری از کشورها و سازمان‌ها در سطح جهان بود. در ایران نیز، این حوادث همراه با واکنش مردم و مقامات دولتی بود. از مهمترین این واکنش‌ها می‌توان به فتوای جهاد سید علی خامنه‌ای، رهبر ایران، و تحصن و حمله به سفارت‌خانه‌های خارجی اشاره کرد.

## واکنش روحانیون
- سید علی خامنه‌ای رهبر جمهوری اسلامی ایران در روز ۸ دی ۱۳۸۷ و پس از حمله هوایی گسترده و کشتار صدها تن از مردم غزه توسط اسرائیل پس از محاصرهٔ طولانی این منطقه، پیامی در این رابطه صادر کرد و ضمن آن بیان کرد که هر مسلمانی هر اقدامی که می‌تواند باید در این راه انجام دهد و کشته شدگان در این راه را شهید خواند. تاکنون اعلان حکم جهاد از سوی مراجع سابقه نداشته‌است. در این پیام آمده‌است: «همهٔ مجاهدان فلسطین و همهٔ مؤمنان دنیای اسلام به هر نحو ممکن موظف به دفاع از زنان و کودکان و مردم بی‌دفاع غزه‌اند و هر کس در این دفاع مشروع و مقدس کشته شود شهید است و امید آن خواهد داشت که در صف شهدای بدر و اُحد در محضر رسول‌الله صلی‌الله علیه و آله محشور شود.»[۲] وی روز ۹ دی را عزای عمومی اعلام کرد.
- روحانیون اهل تسنن غرب کشور با انتشار بیانیه‌ای اقدام نظامی اسرائیل بر علیه مردم غزه را محکوم کردند.[۳]
- خاخام ماشاالله گلستانی‌نژاد مرجع دینی رسمی کلیمیان ایران ضمن خواستار کمک به مردم غزه و حرام دانستن کمک به اسرائیل گفتند: صهیونیست‌ها هیچ‌گونه پایبندی به مقررات مذهبی آیین یهود ندارند و هرگز نمی‌توان آن‌ها را فرزندان یعقوب و امت موسی دانست.[۴]
- مراجع تقلید شیعه، سید علی سیستانی،[۵] حسین‌علی منتظری[۶] و ناصر مکارم شیرازی[۷] این حمله را محکوم کردند.

## واکنش مقامات سیاسی
- مجلس شورای اسلامی ایران، طرح دو فوریتی را در روز یازدهم دی ماه ۱۳۸۷ به تصویب رساند که بر اساس آن دولت را موظف می‌کند که حمایت از مردم فلسطین تا رسیدن آنان به حقوق خویش را به هر نحو ممکن ادامه دهد و گزارش اجرای این قانون را هر دو هفته یک بار به کمیسیون امنیت ملی و سیاست خارجی مجلس ارائه کند.[۸]
- احمد توکلی نماینده مجلس شورای اسلامی با اعلام آمادگی خود برای حرکت به سمت غزه، پیشنهاد کرد تا یک حرکت مردمی متشکل از داوطلبان ایران و سایر کشورهای اسلامی به طرف غزه حرکت کنند.[۹]
- سید محمد خاتمی، سکوت مجامع جهانی و وجدان بشری در مقابل جنایت بزرگ صهیونیست‌ها را نشانهٔ سقوط اخلاق انسانی در دنیای کنونی و حذف اخلاق از عرصهٔ روابط بین‌المللی دانست.[۱۰]
- قشقاوی، سخنگوی وزارت خارجه در نشست هفتگی خود با خبرنگاران در تاریخ ۲۳ دی ۸۷ با انتقاد از رفتار دولت‌ها در برخورد با غزه ابراز داشت: «نمی‌شود که دولت‌ها به تعطیلات تاریخی بروند و در درون هتل‌های گرم و نرم فقط فیلم جنایات صهیونیست‌ها را به تماشا بنشینند، دیدن نمایش فیلم باید تبدیل به یک اقدام اجرایی شود.»[۱۱]

### تلاش برای تغییر مکان سازمان ملل
دولت و مجلس اصول‌گرای ایران که پیش از این هم خواهان تغییر مکان سازمان ملل از آمریکا بودند ضمن پیگیری جدی‌تر اعلام کردند که هزینه تغییر مکان سازمان ملل را خواهند پرداخت تا مانع از (به گفته آنان) اثرگذاری آمریکا و اسرائیل بر این سازمان شوند.

### اعزام نماینده به کشورها
محمود احمدی‌نژاد نمایندگانی را به کشورهای مختلف اعزام کرد. گرچه در این میان معاون پارلمانی وی محمد رضا رحیمی که به مغرب اعزام شده بود، توسط پادشاه آن کشور پذیرفته نشد.

### تشکیل ستاد بازسازی غزه
به دستور احمدی‌نژاد ستاد بازسازی غزه پس از پایان جنگ غزه تشکیل گردید. از مصوبات این ستاد: «این ستاد در اولین فرصت نسبت به ساخت و تجهیز تعداد یک هزار باب واحد مسکونی، ۱۰ باب مدرسه، پنج باب مسجد، بازسازی ۵۰۰ واحد تجاری و خدماتی، بازسازی و تجهیز یک واحد بیمارستانی، بازسازی و تجهیز یک واحد دانشگاهی اقدام کند. همچنین مقرر شد ترتیبی اتخاذ شود تا تعداد چهار هزار نفر از مجروحان این تجاوز ظالمانه، درمان شوند. کمک به تمامی خانواده‌های شهدای نبرد ۲۲ روزه و جانبازان آن و تحت پوشش قرار دادن ایتام و آسیب‌دیدگان و کمک به بازسازی زیرساخت‌های شهری از دیگر برنامه‌های ستاد بازسازی غزه» ذکر شده‌است.

### بازسازی بنای مجلس غزه
علی لاریجانی رئیس مجلس هشتم نیز اعلام کرد که با بودجه مجلس ایران، ساختمان مجلس غزه بازسازی خواهد شد.

## واکنش احزاب
- ابراهیم یزدی دبیر کل نهضت آزادی ایران در مراسم عزاداری روز عاشورا ضمن محکوم کردن جنایات اسرائیل در غزه، حمله اسرائیل به غزه را «النصر بالرعب» خواند و گفت آن‌ها قصد ترساندن مسلمانان را دارند ولی این سیاست کارایی ندارد. نهضت آزادی ایران همچنین در این مراسم برای جمع‌آوری کمک‌های مردمی و اهداء آن به مردم غزه اعلام آمادگی کرد.[۱۶][۱۷]

## واکنش مقامات نظامی
- سردار میر فیصل باقرزاده رئیس بنیاد حفظ آثار و نشر ارزش‌های دفاع مقدس با ذکر اینکه مهم‌ترین کمک به مردم غزه اقدام نظامی است، بیان داشت که وقت آن رسیده که کشورهای اسلامی گزینه نظامی علیه اسرائیل را در دستور کار قرار دهند. تا قبل از این نظامیان بر خلاف میل خود جرات بیان صریح اقدام نظامی را نداشتند.[۱۸]
- محسن رضایی دبیر مجمع تشخیص مصلحت که سابقاً فرمانده سپاه پاسداران نیز بوده‌است گفت اگر ملاحظات سیاسی نبود از مشاغل خود استعفا می‌دادم و به غزه برای جنگ می‌رفتم.[۱۹]

## واکنش‌های دانشجویان
- در شب ۸ دی دانشجویان روبروی دفتر حافظ منافع مصر تجمع کردند. از جمله خواسته‌ها در تجمعات و واکنش‌ها، تعطیلی دفتر حافظ منافع مصر و نیز سفارت‌های کشورهای عربستان و اردن در تهران بود.
- برخی دانشجویان دانشگاه‌های کشور در پاسخ به حکم جهاد رهبر ایران از ۹ دی در دانشگاه‌های کشور اقدام به ثبت نام یگان‌های استشهادی قدس از دانشجویان برای اعزام به فلسطین برای نبرد با اسرائیل کردند.[۲۰]
- سه نهاد دانشجویی: اتحادیه انجمن‌های اسلامی دانشجویان مستقل دانشگاه‌های سراسر کشور، اتحادیه جامعه اسلامی دانشجویان، جنبش عدالتخواه دانشجویی به همراه بسیج دانشجویی دانشگاه‌های سراسر کشور (که زیر نظر سپاه پاسداران فعالیت می‌کند) و طیف اقلیت دفتر تحکیم وحدت (شامل انجمن‌های دو دانشگاه) حمله نظامی اسرائیل به غزه را محکوم کردند. این تشکل‌ها با ارسال نامه‌ای به رهبر ایران ضمن اعلام آمادگی خود را برای حمایت از مردم فلسطین، تأکید کردند که مردم مظلوم غزه را تنها نخواهند گذاشت.[۲۱] همچنین در اقدامی هماهنگ، تشکل‌های دانشجویی مذکور با ارسال نامه‌ای به سفیر اردن و حافظ منابع مصر در ایران خواستار اقدامی عاجل دولت‌های مصر و اردن در مقابل اسرائیل یا خروج از ایران تا قبل از ساعت ۱۲ روز پنجشنبه ۱۲ دی ماه ۱۳۸۷ شدند.[۲۲]
- برخی دانشجویان در اعتراض به عملکرد برخی از دولت‌ها از جمله انگلیس در قبال سکوت و (به ادعای آنان) همدستی در حمله اسرائیل به غزه، در دهم دی ماه ۱۳۸۷ با عبور از موانع امنیتی و درگیر شدن با پلیس و زخمی کردن آنان وارد باغ قلهک شدند. دانشجویان اقدام به برپایی نماز جماعت نصب پرچم فلسطین در محل این باغ کردند. این اقدام با درگیری پلیس با دانشجویان به پایان رسید.[۲۳]
- چند تشکل دانشجویی با ارسال نامه‌ای به سفیر اردن و حافظ منافع مصر در ایران خواستار اقدام عاجل دولت‌های مصر و اردن در مقابل اسرائیل یا خروج از ایران تا قبل از ساعت ۱۲ روز پنجشنبه ۱۲ دی ماه ۱۳۸۷ شدند.[۲۲]
- در پی بیانیه سید علی خامنه‌ای در خصوص لزوم اقدام عملی بر علیه اسرائیل، برخی از دانشجویان در فرودگاه مهرآباد تحصن کرده و خواستار فراهم شدن امکانات لازم برای اعزام آن‌ها به غزه برای دفاع از مردم فلسطین شدند.[۲۴][۲۵]

## واکنش‌های مردمی
- لیلا ابراهیمی عضو تیم ملی دو و میدانی، جوایز رکوردشکنی‌های ملی خود را در سال جاری به کودکان و زنان غزه اهدا کرد.[۲۶]
- کشتی ارسال کمک‌های کاروان آسیایی شکست محاصره غزه توسط ایران راهی غزه شد.[۲۷]
- کلاس درس همبستگی با دانش‌آموزان غزه در ۲۴ دی در مدارس کشور برگزار شد و در آن به آشنایی دانش آموزان با آنچه جنایات اسرائیل خوانده شد و تاریخچه فلسطین پرداخته شد.[۲۸]
- شیرین عبادی این حملات را عملی بر خلاف کلیه ضوابط حقوق بشر دانست و گفت: آنچه در غزه اتفاق می‌افتد قلب هر انسانی را به درد می‌آورد.[۲۹][۳۰]
- جانبازان و ایثارگران تهران در حمایت از مردم غزه مورخ صبح یکشنبه ۱۵ دی، در میدان فلسطین تجمعی خودجوش برگزار کردند. در این تجمع قطعنامه‌ای در محکومیت جنایات غزه صادر شد.[۳۱]
- مردم شهرری روز یکشنبه در حمایت از مردم غزه تومار ۱۵ متری امضا کردند.[۳۲]

## بیانیه دفتر تحکیم وحدت و توقیف روزنامه کارگزاران
دفتر غیرقانونی تحکیم وحدت ۱۰ دی ۱۳۸۷، بیانیه‌ای را صادر کرد که در آن ضمن محکوم کردن کشتار مردم غزه توسط اسرائیل از جمهوری اسلامی و حماس نیز به شدت انتقاد کرده بود: 
دست کسانی که به تسلیح و تشویق گروه‌هایی چون حماس پرداختند، گروهی که تا دیروز با صدام حسین نرد عشق می‌باخت و بر اثر مرگ صدام جنایتکار ۳ روز عزای عمومی اعلام کرد، به خون انسان‌های بی‌گناهی که در طول این مخاصمات به زمین ریخته آلوده‌است و اکنون می‌بایست در پیشگاه بشریت پاسخگوی وضعیت تاسف‌بار غزه باشند … واگذاری «درک منطق صلح» به خود مردم منطقه انتظاری است که از برخی حاکمان فرصت‌طلب منطقه می‌رود و برآورده نمی‌شود! حاکمانی که لااقل بخشی از هویت و بقای خود را در تدوام جنگ در منطقه تعریف کرده‌اند و برای این مسئله از هیچ کوششی دریغ نمی‌ورزند. جنایات امروز اسرائیل در غزه به‌شدت محکوم است. اما به همان اندازه پناه گرفتن گروه‌های تروریستی در کودکستان‌ها و بیمارستان‌ها جهت حمله به طرف مقابل که موجبات بمباران و مرگ بیشتر کودکان و غیرنظامیان را فراهم آورده نیز محکوم و حرکتی ضدبشری است.
روزنامه کارگزاران تنها رسانه‌ای بود که بخش‌هایی از این بیانیه را منعکس ساخت. انتشار این بیانیه و چاپ آن در روزنامه کارگزاران با واکنش شدید رسانه‌های دولتی و روزنامه کیهان که توسط نماینده علی خامنه‌ای اداره می‌شود مواجه شد و روزنامه کارگزاران یک روز بعد توقیف شد. سردبیر روزنامه کارگزاران بعد از توقیف، عنوان داشت که مطالب منتشر شده مورد قبول این ارگان نیست و تنها جنبهٔ انتشار خبر داشته‌است. روزنامه کارگزاران ارگان حزب کارگزاران سازندگی به‌شمار می‌رفت.

### بیانیه دوم دفتر تحکیم وحدت
دفتر تحکیم در بیانیه دوم خود با اشاره به برخورد دولت با فعالان حقوق بشر و دانشجویی و مطبوعات تأکید کرد که دولت قصد سوءاستفاده از درگیری‌های غزه را دارد: 
زمانی می‌توان دعاوی حمایت از مردم فلسطین توسط نیروهای اصول‌گرا را پذیرفت که آن‌ها نخست معیارهای بشردوستانه را در خصوص مردم ایران اجرا کنند … سیاست متناقض، پرتنش و خلاف منافع ملی دولت نهم که از یک سو از «محو اسرائیل از نقشه جهان» سخن می‌گوید و از سویی «دوستی با مردم اسرائیل» را موضع دولت می‌داند و از آن دفاع می‌کند باعث از دست رفتن جایگاه ایران در مناسبات منطقه و بی‌اعتباری این کشور در جامعه جهانی شده‌است. تبعات منفی این تنش‌آفرینی بر منافع ملی ایران بی‌نیاز از توضیح است.

## حمله و اخطار به شرکت‌ها

### شرکت بنتون
پس از حمله به شعبه مرکزی شرکت بنتون در تهران و آتش زدن آن، کلیه شعب این فروشگاه توسط پلیس ایران پلمپ شد. نیروی انتظامی در پاسخ به اعتراضات مدعی شد که این شرکت به‌دلیل وابسته بودن به صهیونیست‌ها پلمپ شده‌است. پیشتر روزنامه ایران وابسته به دولت احمدی‌نژاد این شرکت و شهردار تهران (قالیباف) را به‌دلیل میزبانی از مدیر آن مورد حمله قرار داده بود.

### شرکت خوشگوار
وزیر صنایع (علی اکبر محرابیان) به نمایندگی از دولت به شرکت خوشگوار اخطار داد تا قرارداد خود را با شرکت کوکاکولا که صهیونیستی است قطع کند.

## حمله به فعالان حقوق بشر و احزاب

### شیرین عبادی
دولت احمدی‌نژاد از درگیری‌های غزه نهایت بهره‌برداری را برای تهدید فعالان حقوق بشر و نهادهای مدنی و منتقدین کرد.
مقامات دولتی ابتدا دفتر کانون مدافعان حقوق بشر به ریاست شیرین عبادی را پلمپ کرده و سپس عده‌ای از نیروهای بسیجی به منزل وی یورش بردند.
عبادی از جمله کسانی بود که حمله اسرائیل به غزه را در ایران محکوم کرد اما نیروهای بسیجی با شعار «اسرائیل جنایت می‌کند - عبادی حمایت می‌کند» تابلوی وکالت وی را پایین کشیده و بدون هیچ‌گونه ممانعتی از سوی پلیس به منزل وی یورش بردند.

### انحلال دفتر تحکیم وحدت به‌دلیل انتقاد از حماس
پس از انتشار بیانیه دفتر تحکیم وحدت در انتقاد از دولت اسرائیل به‌دلیل کشتار غیر نظامیان و حماس به‌دلیل استفاده از اماکن غیرنظامی برای حمله به اسرائیل و دولت جمهوری اسلامی به‌دلیل علاقه‌مندی به گسترش جنگ و درگیری در منطقه، وزارت علوم طی بیانیه‌ای دفتر تحکیم وحدت را منحل کرد. دفتر تحکیم وحدت بزرگترین و قدیمی‌ترین اتحادیه دانشجویی در ایران است که به‌دلیل انتقاد از نظام از یک دهه پیش به‌شدت تحت فشار قرار داشته‌است و تاکنون صدها نفر از اعضای آن بازداشت و زندانی شده‌اند.
این برخورد پس از آن صورت گرفت که روزنامه کیهان که توسط حسین شریعتمداری نماینده علی خامنه‌ای اداره می‌شود در متنی با عنوان «با کارگزران برخورد کردیم با دفتر تحکیم چرا برخورد نمی‌کنید؟» خواستار برخورد با این تشکل شد. همچنین اعضای دفتر تحکیم وحدت تهدید به قتل شدند.
دبیر تشکیلات دفتر تحکیم وحدت گفت که دولت ایران غزه را بهانه‌ای برای تسویه‌حساب‌های سیاسی کرده‌است.

### حمله به تجمع فعالان مدنی
نیروهای لباس بسیجی با شعار «مرگ بر صلح‌طلب» و «مرگ بر سازشکار»، «الله کبر، خامنه‌ای رهبر» و و فحاشی به تجمع گروهی از زنان و فعالان اجتماعی برای همدردی با غزه در میدان فلسطین حمله کردند و پس از مضروب کردن آنان، ایشان را وادار به ترک میدان فلسطین کردند.

### جلوگیری از برگزاری تجمع نهضت آزادی
دولت احمدی‌نژاد مجوز برگزاری تظاهرات برای دفاع از مردم غزه را به تشکل نهضت آزادی ایران نداد.

## صدا و سیما
صداو سیمای جمهوری اسلامی فعالیت گسترده‌ای برای دفاع از مردم غزه و محکوم کردن حملات اسرائیل داشت. بخشی از عملکرد صدا و سیما از جمله نشان دادن تصاویر غرق خون اجساد کشته‌شدگان جنگ در برنامه کودکان انتقاد برخی از روزنامه‌ها را موجب شد.

### بازپرسی از روزنامه‌ها
صداوسیما با انتشار ناقص مصاحبه‌هایی که با مدیران روزنامه‌های اعتماد، اعتماد ملی و ایران انجام داده بود، به بازپرسی و متهم کردن ایشان به پوشش ندادن اخبار جنگ غزه پرداخت، امری که با واکنش شدید رسانه‌ها مواجه شد و رسوایی نام گرفت.

## تحصن و حمله به سفارت‌خانه‌ها در تهران
همزمان با حمله اسراییل به غزه، وزارت امور خارجه ایران، از پلیس این کشور درخواست نموده بود تا از تعرض‌های احتمالی به سفارتخانه‌ها در تهران جلوگیری نماید. زیرا مطابق کنوانسیون ۱۹۶۱ وین، دولت‌های میزبان، مسئول حفاظت و تأمین امنیت سفارتخانه‌های خارجی در کشور خود هستند. با این وجود عده‌ای از دانشجویان بسیجی در مقابل سفارت‌خانه‌های برخی دولت‌های عربی و سفارت بریتانیا در تهران تحصن کرده و خواستار تخلیه این سفارتخانه‌ها شدند. جمعی در برابر سفارت تحصن و تهدید کردند که اگر مصر تا ظهر ۱۱ دی گذرگاه‌های خود را در مرز غزه باز نکند، سفیر آن کشور باید ایران را ترک کند.
در چهارمین روز از حملات هوایی نوار غزه، عده‌ای از دانشجویان بسیجی در برابر دفتر حفاظت منافع مصر در تهران دست به تظاهرات زدند و سپس به باغ تابستانی سفارت پادشاهی متحده در قلهک حمله‌ور شدند. عده‌ای از تظاهرکنندگان موفق به ورود به داخل سفارت شدند و پرچم فلسطین را در آنجا نصب کردند. پلیس دیپلماتیک تهران که مأموریت حفاظت از سفارت را برعهده دارد، برای جلوگیری از ورود تظاهرکنندگان به داخل باغ سفارت بریتانیا اقدام به تیراندازی هوایی کرد.
در حالی که امکان ورود دانشجویان به چندین سفارت و حتی تسخیر آن‌ها از جمله دفتر حافظ منافع مصر در تهران، سفارت اردن، سفارت انگلستان وجود داشت، میراحمدی، به عنوان نماینده نهاد نمایندگی رهبری در دانشگاه‌ها در جمع دانشجویان عضو گروه‌های استشهادی «لبیک یا خامنه‌ای» حاضر شده و اظهار داشت: «دانشجویان ضمن حضور در صحنه و تداوم اعتراضات به ویژه مقابل سفارتخانه‌ها، به واسطه پیمان‌های بین‌المللی مجاز به ورود به دفاتر و ساختمان‌ها نیستند، اما اعتراضات خود را هرچه در توان دارند اعلام کنند.» پس از این صحبت‌ها، با توجه به این‌که حرکت دانشجویان به پیروی از خامنه‌ای بوده، احتمال ورود به سفارتخانه‌ها کاهش یافت.

## تعیین جایزه برای ترور مبارک
در آخرین شب از تحصن فرودگاه مهرآباد، جنبش عدالتخواه دانشجویی، اقدام به برگزاری برنامهٔ تعیین جایزهٔ یک میلیون دلاری برای ترورحسنی مبارک رئیس جمهور مصر با همکاری برخی نهادهای غیردولتی کرد که این جایزه سپس به ۱٫۵ میلیون دلار افزایش یافت. تعیین این جایزه واکنش‌های مقامات مصر را به‌دنبال داشت.
این تشکل دانشجویی پیش از این، به ارائه جوایز میلیون دلاری برای ترور مقامات اسرائیلی پرداخته بود.

## ثبت نام برای اعزام نیرو
بسیج دانشجویی، اتحادیه انجمن‌های اسلامی مستقل، جامعه اسلامی دانشجویان، جنبش عدالتخواه دانشجویی، و طیف شیراز (اقلیت) دفتر تحکیم وحدت اقدام به راه‌اندازی پایگاه اینترنتی «گروه دانشجویان شهادت‌طلب استشهادی» برای ثبت نام از داوطلبان ایرانی اعزام به غزه و مبارزه با نیروهای اسرائیلی کردند.

## وادار کردن نهادهای غیردولتی به محکوم کردن اسراییل
سازمان ملی جوانان به تمام سازمان‌های غیردولتی (NGOهای) ایران دستور داد تا متن تنظیم شده توسط این سازمان را امضا و نمایندگانی را برای تجمع در مقابل دفتر سازمان ملل و سفارت خانه‌های کشورهای عربی اعزام کنند. این سازمان بیانیه‌ای در محکومیت اسرائیل با ۳۰ متن مختلف تنظیم و برای دفاتر سازمان در ۳۰ استان کشور ارسال کرد. سازمان‌های غیردولتی موظف شدند که این بیانیه را امضا کنند. نمایندگان سازمان‌های غیردولتی توسط اتوبوس‌های دولتی و در معیت نیروهای بسیجی عضو گردان‌های عاشورا به‌صورت نوبتی به تهران اعزام می‌شوند. سازمان ملی جوانان، ان‌جی‌اوهای سراسر کشور را تهدید کرد که در صورت عدم تمکین از این دستور منحل خواهند شد.

## دستورالعمل سیاسی تبلیغی سپاه
سپاه پاسداران که با تأسیس نیروی قدس از بدو امر خود را ملزم به مداخله همه‌جانبه در درگیری‌های اعراب و اسرائیل می‌داند طی یک دستورالعمل توجیهی به نیروهای موسوم به «هادیان سیاسی» به تشریح نحوه تبلیغات ایران پرداخته‌است: «در تحرک رسانه‌ای بایستی مواردی که در پیام مقام رهبری آمده‌است مورد تأکید قرار گیرد و از شکل خبری صرف به عملیات گسترده رسانه‌ای شامل تحلیل، تحریض، نقد و تشویق مردم به حمایت و تظاهرات تبدیل شود، و لذا از علمای مسلمان، رؤسای الازهر، روشنفکران و … مصاحبه‌های متعددی گرفته و منعکس گردد … اولویت همه تلاش‌ها در محیط خارجی باید بر روی محیط داخلی فلسطین، محیط پیرامونی رژیم صهیونیستی و سپس دیگر حوزه‌ها باشد و تحول در فضای کرانه باختری و فلسطینی‌های ۱۹۴۸ می‌تواند فشار سنگینی را بر رژیم صهیونیستی وارد کند» آمده «فعال‌تر شدن محیط داخلی مصر و مدیریت فشارهای تبلیغاتی، سیاسی، رسانه‌ای و مذهبی در مصر» باید مورد توجه قرار گیرد."

## هک شدن وب‌سایت بالاترین
وب‌سایت بالاترین که به‌عنوان اولین وبسایت مشارکتی برای جمع‌آوری و لینک‌دهی به وبسایت‌های فارسی‌زبان راه‌اندازی شده بود، اندکی پس از بحران غزه هک شد. رسانه‌های حکومتی علت هک شدن این وب‌سایت را عدم حمایت از مواضع مورد نظر نظام در جریان جنگ غزه اعلام کردند.

## کسر کمک به غزه از مالیات مودیان
بنا به مصوبه دولت ایران کلیه وجوه پرداختی اشخاص به منظور بازسازی غزه به عنوان هزینه قابل قبول مالیاتی عملکرد سال پرداخت مؤدی محسوب می‌شود.